# Looking
Looking est une série télévisée américaine en 18 épisodes de 30 minutes, créée par Michael Lannan et diffusée entre le 19 janvier 2014 et le 22 mars 2015 sur la chaîne HBO et en simultané au Canada sur HBO Canada.
Un téléfilm de 90 minutes qui termine la série, est diffusé le 23 juillet 2016.
En France, la série a été diffusée entre le 20 janvier 2014 et le 23 mars 2015 sur OCS City d'abord en version originale sous-titrée le lendemain de la diffusion aux États-Unis puis doublée en français. Elle est également rediffusée sur Canal+ Séries depuis le 24 mai 2015. Au Québec, elle est diffusée depuis le 16 mai 2014 sur Super Écran. Néanmoins, elle reste inédite dans les autres pays francophones.

## Synopsis
Les histoires d'amour, d'amitié et de travail de trois amis gays vivant à San Francisco. Patrick, Agustin et Dom partagent leurs expériences et leurs joies comme leurs déceptions.

## Distribution

### Acteurs principaux
- Jonathan Groff (VF : Yoann Sover) : Patrick Murray (Paddy), 29 ans, originaire de Denver, designer de jeux vidéo, au caractère romantique, mais peu sûr de lui
- Frankie J. Alvarez (en) (VF : Paolo Domingo) : Agustín Lanuez, 31 ans, Cubain de Floride, ami d'université et ex colocataire de Patrick ; ses rêves de devenir artiste conceptuel n'aboutissent pas
- Murray Bartlett (VF : Pierre Tessier) : Dominic (Dom) Basaluzzo, 40 ans, sommelier dans un restaurant gastronomique ; il rêve de monter son propre restaurant
- Lauren Weedman (VF : Vanina Pradier) : Doris, colocataire et meilleure amie de Dom (saison 2, récurrente saison 1)
- Russell Tovey (VF : Nessym Guetat) : Kevin Matheson, le patron de Patrick. Il est Anglais et vit en couple avec Jon, médecin du sport (saison 2, récurrent saison 1)
- Raúl Castillo (VF : Franck Lorrain) : Ricardo (Richie) Donado Ventura, jeune coiffeur mexicain qui a une histoire sentimentale avec Patrick (saison 2, récurrent saison 1)

### Acteurs récurrents
- Scott Bakula (VF : Guy Chapellier) : Lynn, partenaire en affaires de Dom
- O. T. Fagbenle (VF : Jean-Michel Vaubien) : Frank, ex-petit ami d'Agustin
- Andrew Law (VF : Anatole Thibault) : Owen, collègue de travail de Patrick
- Ptolemy Slocum (VF : Raphaël Cohen) : Hugo, collègue de Dom (saison 1)
- Joseph Williamson (VF : Valéry Schatz) : Jon, ex-compagnon de Kevin (saison 2)
- Daniel Franzese (VF : Gilles Morvan) : Eddie, petit ami d'Agustín (saison 2)
- Chris Perfetti (en) (VF : Germain Charles) : Brady, petit ami de Richie (saison 2)
- Bashir Salahuddin (en) (VF : Daniel Lobé) : Malik, amoureux de Doris (saison 2)

### Invités
- Tyne Daly (VF : Marion Game) : L'officier de la mairie (téléfilm)

Version française
- - Société de doublage : Dubbing Brothers[5],[6]
  - Direction artistique : Danièle Bachelet[6]
  - Adaptation des dialogues : Patrick Taieb[6], Fabienne Goudey[réf. nécessaire]

Sources VF : RS Doublage et Doublage Séries Databse

## Épisodes

### Première saison (2014)
Note : Les titres officiels de cette saison (figurant sur le coffret DVD) sont ceux cités en premier. Les titres cités en deuxième sont issus de la version doublée d'OCS City.
1. À la recherche du tout de suite / Pour l'instant, je cherche... (Looking for Now)
2. À la recherche de l'authenticité / À la recherche d'une entière (Looking for Uncut)
3. À la recherche de l'historique de ton navigateur / En regardant l'historique de ton navigateur (Looking at Your Browser History)
4. À la recherche d'un boulot à 220 $/heure / 220 dollars de l'heure (Looking for $220/Hour)
5. À la recherche de l'avenir / À la recherche du futur (Looking for the Future)
6. Dans le miroir / Regarder dans le miroir (Looking in the Mirror)
7. À la recherche d'un compagnon / À la recherche d'une place de dernière minute (Looking for a Plus-One)
8. L'autre côté du miroir / Regarder la vérité en face (Looking Glass)

### Deuxième saison (2015)
Le 26 février 2014, la série a été renouvelée pour une deuxième saison de 10 épisodes, diffusée à partir du 11 janvier 2015.
Note : Les titres de cette saison sont issus d'OCS City.
1. À la recherche de la Terre promise (Looking for the Promised Land)
2. À la recherche de résultats (Looking for Results)
3. De haut en bas (Looking Top to Bottom)
4. À la recherche d'un avenir (Looking Down the Road)
5. À la recherche de la vérité (Looking for Truth)
6. À la recherche de Gordon Freeman (Looking for Gordon Freeman)
7. À la recherche d'une intrigue (Looking for a Plot)
8. À la recherche de la gloire (Looking for Glory)
9. À la recherche d'un refuge (Looking for Sanctuary)
10. À la recherche d'un foyer (Looking for Home)

## Téléfilm
Le 25 mars 2015, la série n'a pas été reconduite par HBO après deux saisons, en raison des audiences jugées décevantes. La chaîne a annoncé la production d'un téléfilm pour clore la série. Intitulé Looking for an Ending, il est diffusé le 23 juillet 2016.

## Nominations et récompenses
| Année | Récompense                               | Catégorie                                         | Nommé-e-s                                                                   | Résultat   |
| ----- | ---------------------------------------- | ------------------------------------------------- | --------------------------------------------------------------------------- | ---------- |
| 2014  | Critics' Choice Television Awards        | Meilleur invité dans une série télévisée comique  | Lauren Weedman                                                              | Nomination |
| 2014  | NALIP Awards                             | Lupe Award de la révélation                       | Raúl Castillo                                                               | Lauréat    |
| 2014  | Imagen Awards                            | Meilleur acteur                                   | Raúl Castillo                                                               | Nomination |
| 2014  | Imagen Awards                            | Meilleur acteur dans un second rôle               | Frankie J. Alvarez                                                          | Nomination |
| 2014  | Gold Derby TV Awards                     | Meilleur acteur de comédie                        | Jonathan Groff                                                              | Nomination |
| 2014  | EWwy Awards                              | Meilleur acteur de comédie                        | Jonathan Groff                                                              | Nomination |
| 2014  | OUT100                                   | Série télévisée de l'année                        | Jonathan Groff Murray Bartlett Russell Tovey                                | Lauréat    |
| 2014  | Attitude Awards                          | Série télévisée de l'année                        | Looking                                                                     | Lauréat    |
| 2014  | NewNowNext Awards                        | Meilleure nouvelle série télévisée                | Looking                                                                     | Lauréat    |
| 2014  | NewNowNext Awards                        | Meilleur nouvel acteur de télévision              | Jonathan Groff                                                              | Lauréat    |
| 2015  | Dorian Awards                            | Série télévisée LGBTQ de l'année                  | Looking                                                                     | Nomination |
| 2015  | Dorian Awards                            | Unsung TV Show of the Year                        | Looking                                                                     | Nomination |
| 2015  | Dorian Awards                            | TV Director of the Year                           | Andrew Haigh                                                                | Nomination |
| 2015  | Artios Awards                            | Meilleurs casteurs                                | Carmen Cuba Nina Henninger Bernard Telsey Wittney Horton Abbie Brady-Dalton | Nomination |
| 2015  | GLAAD Media Awards                       | Meilleure série comique                           | Looking                                                                     | Nomination |
| 2015  | Screen Nation Film and Television Awards | Meilleur acteur de télévision                     | O. T. Fagbenle                                                              | Nomination |
| 2015  | NAMIC Vision Awards                      | Meilleure performance - Comédie                   | Raúl Castillo                                                               | Lauréat    |
| 2015  | NAMIC Vision Awards                      | Meilleure performance - Comédie                   | Frankie J. Alvarez                                                          | Nomination |
| 2015  | Imagen Awards                            | Meilleur programme télévisé de prime-time - Drame | Looking                                                                     | Nomination |
| 2015  | Imagen Awards                            | Meilleur acteur dans un second rôle               | Raúl Castillo                                                               | Nomination |
| 2015  | Gold Derby TV Awards                     | Meilleur acteur de comédie                        | Jonathan Groff                                                              | Nomination |
| 2015  | EWwy Awards                              | Meilleure actrice de comédie dans un second rôle  | O. T. Fagbenle                                                              | Nomination |
| 2016  | Dorian Awards                            | Emission télévisée LGBTQ de l'année               | Looking                                                                     | Nomination |
| 2016  | Dorian Awards                            | Emission télévisée non chantée de l'année         | Looking                                                                     | Lauréat    |
| 2016  | Dorian Awards                            | Artiste de l'année                                | Andrew Haigh                                                                | Nomination |
| 2016  | GLAAD Media Awards                       | Meilleure série comique                           | Looking                                                                     | Nomination |